# Правдзински
Правдзински (блр. Праўдзінскі; рус. Пра́вдинский) је насељено место са административним статусом варошице (городской посёлок) у Пухавицком рејону Минске области у Републици Белорусији. 
Основан је 1966. године. 

## Демографија
Према процени за 2011. у варошици су живела 2.362 становника.